# Fußgängerbrücke Anaklia
Die Fußgängerbrücke Anaklia überquert den Enguri kurz vor seiner Mündung in das Schwarze Meer bei dem Luftkurort Anaklia in Georgien, wo sie den Ort mit dem Strandbereich in Ganmukhuri unmittelbar vor der Grenze zu Abchasien verbindet.

## Beschreibung
Die 504 m lange und 6,10 m breite hölzerne Schrägseilbrücke gilt als eine der längsten Holzbrücken der Welt.
Sie hat einen A-förmigen Pylon aus stählernen Hohlkästen, der das Brückendeck um 29,80 m überragt, und einen hölzernen Fußwegträger, der 10 Felder mit Spannweiten von 36 + 84 + 60 + 6×48 + 36 m (von Süd nach Nord) überspannt. Der Fußwegträger steht auf Y-förmigen Stahlbeton-Stützen, während der stählerne Pylon von einer Stahlbeton-Doppelstütze getragen wird. Insgesamt neun Stahlbeton-Stützen tragen die Schrägseilbrücke.

## Geschichte
Georgien plante, den Tourismus anzukurbeln und dazu in Anaklia einen neuen Hotel- und Hafenbereich zu realisieren. Der von einem spanischen Büro erstellte Masterplan für die regionale Entwicklung sah vor, das brachliegende Küstengebiet nördlich des Enguri mit einer stählernen Hängebrücke mit großer Spannweite zu erschließen. Das Konzept überschritt das vorgesehene Budget jedoch bei weitem. Auf der Suche nach günstigeren Alternativen wurde eine Holzbrücke diskutiert. Als Tragwerkplaner wurde das Büro Leonhardt, Andrä und Partner (LAP) aufgrund seiner internationalen Erfahrung mit seilverspannten Brücken vorgesehen. Diese kostengünstigere Alternative wurde schließlich 2011 realisiert.
Der maximal 4 m tiefe Fluss wird nur von kleinen Motorbooten befahren, für die 40 m breite und 5 m hohe Durchfahrtsöffnungen ausreichend sind. LAP schlug daher einen Durchlaufträger aus Holzfachwerk mit einer maximalen Spannweite von 60 m vor. Da der Bauherr aber auf der Idee einer seilverspannten Brücke beharrte, wurde schließlich eine Brücke aus sechs 48 m weiten Öffnungen und einer kleinen Schrägseilbrücke mit Spannweiten von 84 m und 60 m entworfen, die mit 36 m langen Trägern an die Widerlager angeschlossen sind. Da in Georgien zwar genügend Holz als Baumaterial vorhanden war, aber nicht die für ein so großes Projekt erforderlichen Kenntnisse im Ingenieurholzbau, und es dort oder in der näheren Umgebung auch keinen Hersteller von Brettschichtholz gab, wurde schon in der Vorplanungsphase das Unternehmen Hess Timber aus Kleinheubach in Unterfranken einbezogen, die für die Detailplanung das Büro Fast + Epp beauftragten. Für den Transport aus Deutschland wurden maximal 13 m lange Leimbinder hergestellt, die per Lkw über den Balkan und die Türkei zur Baustelle gebracht und dort zusammengefügt wurden. Die Stahlbauteile wurden in der Ukraine gefertigt und mit Tiefladern zur Baustelle gebracht; die Seile wurden aus Italien geliefert.
Als der Pylon bereits in der Fertigung war, wurde wegen eines zukünftigen Flugplatzes gefordert, ihn auf seiner verlängerten Spitze mit einer Befeuerung für Sichtfluganforderungen auszustatten. Der Fußwegträger sollte ursprünglich mit in Georgien verfügbarer Edelkastanie verschalt werden. Da dem Bauherrn der Anblick der Fachwerkkonstruktion während der Montage gut gefiel, wurde er schließlich mit transparenten Polycarbonatplatten verkleidet, die die Konstruktion sichtbar lassen und dennoch den notwendigen Witterungsschutz gewährleisten.

## Technische Details
Der Fußwegträger besteht aus einem räumlichen Fachwerksystem mit zwei seitlich um 45° geneigten hölzernen Fachwerkträgern und Querriegeln und Holzwerkstoffplatten am Obergurt. Er ist mit W-förmigen Stahlrahmen auf den Pfeilern und an den Widerlagern gelagert. Der Pylon besteht aus luftdicht verschweißten Stahlhohlkästen mit den Abmessungen 120 × 80 cm. Die jeweils sechs Schrägseile sind mittig in der Gehbahn verankert, wo ein mittlerer Obergurt die Lasten aufnimmt. Die Pfeiler sind übliche Stahlbetonkonstruktionen, die auf 90 cm dicken Bohrpfählen gelagert sind.